# Avenue Franklin-D.-Roosevelt
L'avenue Franklin-D.-Roosevelt è un viale parigino che attraversa l'VIII arrondissement.
Orientata da nord a sud, inizia vicino alla Senna allo sbocco del pont des Invalides, all'incrocio di cours la Reine, di cours Albert-Ier e di rue François-Ier, incrocio chiamato place du Canada, e termina davanti alla chiesa di Saint-Philippe-du-Roule in place Chassaigne-Goyon, dove si incontrano rue La Boétie e rue du Faubourg-Saint-Honoré. La sua intersezione con avenue des Champs-Élysées, circa a metà della sua lunghezza, si trova all'altezza di rond-point des Champs-Élysées-Marcel-Dassault.
Il nome attuale è stato deciso nel 1945 in omaggio a Franklin Delano Roosevelt, Presidente degli Stati Uniti d'America dal 1933, morto il 12 aprile 1945.

## Storia
L'attuale avenue era una semplice strada sterrata, attestata nel 1696.
Nel 1723 venne trasformato in viale alberato dal duca d'Antin, sovrintendente del Bâtiments du Roi, contemporaneamente alla costruzione del cours la Reine. La strada era conosciuta come allée du Cours nel 1723, poi allée du Roule nel 1763 e allée d'Antin, poi avenue d'Antin sino al 1918.
Dopo il 1870 fu prolungato oltre la rond-point des Champs-Élysées sino alla chiesa di Saint-Philippe-du-Roule.
Per molto tempo è stato un luogo malfamato e pericoloso. All'altezza della rotonda c'era il bal de Flore; più avanti si trovavano il bal d'Isis e il bal des Nègres, poi il jardin de Paris soppresso nel 1900 per la costruzione del Grand Palais. Nel 1909 lo stilista Paul Poiret fondò la sua casa di moda al 26 di avenue d'Antin, convincendo numerose altre case di moda e rendendo gradualmente il quartiere l'epicentro dell'eleganza parigina a discapito del quartiere di place Vendôme, centro della moda nel mezzo secolo precedente.
Nel 1918 avenue d'Antin è stata intitolata al re italiano Vittorio Emanuele III, alleato nella Prima guerra mondiale.
Nel 1945 si decise di cancellare il riferimento all'Italia, che nel 1940 aveva dichiarato guerra alla Francia, dedicando l'avenue a Franklin Delano Roosevelt, Presidente degli Stati Uniti d'America, alleati della Francia libera nella Seconda guerra mondiale.

## Edifici e monumenti principali
- numero 1: nel XVIII secolo, su un terreno che apparteneva a Madame du Barry,[5] si trovava un'osteria malfamata, poi nel periodo della Restaurazione del bal d'Isis, nel periodo del Secondo Impero del ristorante Petit Moulin-Rouge,[6] il cui proprietario, M. Bardoux, nel 1865 assunse il diciannovenne Auguste Escoffier.[7]
- numero 2: il Palais d'Antin, ala ovest del Grand Palais, con l'Esposizione internazionale del 1937 è stato ribattezzato Palais de la découverte, divenendo museo della scienza.[8]
- numero 2 bis: nel 1838 l'architetto Jakob Ignaz Hittorff è stato incaricato di progettare una rotonda, demolita nel 1856 dopo l'Esposizione universale del 1855. Nel 1860 una nuova rotonda, il Panorama National, è stata realizzata dall'architetto Gabriel Davioud, nella quale erano esposti dei panorama a 360º: La Prise de Sébastopol e La Bataille de Solférino. Nel 1894, passata la moda dei panorama, il Panorama National divenne una pista di pattinaggio su ghiaccio, il Palais de Glace, rimasto in attività sino alla fine degli anni settanta. Nel 1981 veniva inaugurato il Théâtre du Rond-Point.[9]
- numero 6: nel 1968 Christian Guignard ha aperto il primo ristorante Hippopotamus.[10]
- numero 7: Armand Nisard (1841-1925), ambasciatore della Francia presso la Santa Sede, visse in questo edificio, così come Louis Barthou (1863-1934), politico e ministro francese.
- numero 8: nel 1997 Christian Guignard ha aperto Villa Spicy, uno dei primi ristoranti a tema della Francia.
- numero 9-11: hôtel Le Marois, conosciuto anche come hôtel de Ganay, hôtel particulier costruito nel 1863 per il conte Le Marois, sul sito di una casa abitata da Marie Duplessis, che ha ispirato ad Alexandre Dumas figlio La signora dalle camelie. Nel 1927 è stato acquistato dall'associazione France-Amériques.[11]
- numero 10: nel 1910 residenza del principe N. d'Obidine.[12]
- numero 13-15: edificio costruito tra il 1963 e il 1965, sede dell'ambasciata della Repubblica Federale Tedesca.[13]
- numero 17: restaurant Lasserre, aperto da René Lasserre (1912-2006) nel 1942 sul sito di un modesto bistrot-hangar aperto in occasione dell'Esposizione Inernazionale del 1937.[14]
- numero 19: residenza di Marie François Sadi Carnot, prima di essere nominato presidente della Repubblica francese.[12] Sede dell'ambasciata della Danimarca agli inizi del XX secolo.[15]
- numero 25: residenza dell'attrice Réjane e dell'attore e regista Paul Porel.[16] In epoca più recente sede parigina di Deutsche Bank.[17]
- numero 26: sede della Banque Scalbert-Dupont, costruita nel 1925 al posto del giardino dell'hôtel du Gouverneur des pages (XVIII secolo). Successivamente sede della Banque Transatlantique.[18]
- numero 31: hôtel particulier in stile neorinascimentale, costruito nel 1884 dall'architetto Henri Parent per il barone Louis de Wecker. Dal 2015 sede del ristorante Le Clarence.[19]
- numero 37: nel 1954 il coiffeur Jacques Dessange (1925-2020) vi aprì il suo primo salone di bellezza.[20]
- numero 43: all'angolo con rond-point des Champs-Élysées-Marcel-Dassault, residenza dell'impresario Joseph Oller, poi del barone Napoléon Gourgaud (1881-1944).
- numero 49: all'angolo con rue de Ponthieu, risale al 1881. All'inizio del XX secolo residenza della cantante Thérèse Morley e dell'attrice Marguerite Brésil. Vi morì il fotografo Nadar nel 1910.[12]
- numero 65: hôtel particulier di Francesco d'Orléans (1818-1900) e di suo figlio Pietro d'Orléans (1845-1919). In tempi più recenti sede del Consolato generale del Brasile a Parigi.
- numero 71: residenza del romanziere Pierre Benoit (1886-1962), prima di trasferirsi a Ciboure (una targo lo ricorda).[21]

## Trasporti
Avenue Franklin-D.-Roosevelt è servita da due stazioni della metropolitana di Parigi :
Franklin D. Roosevelt, linee  , e Saint-Philippe du Roule, linea .